# Perales, Mexiko
Perales är en ort i Mexiko.   Den ligger i kommunen San Juan del Río och delstaten Querétaro Arteaga, i den sydöstra delen av landet, 140 km nordväst om huvudstaden Mexico City. Perales ligger 2 166 meter över havet och antalet invånare är 215.
Terrängen runt Perales är kuperad norrut, men söderut är den platt. Runt Perales är det ganska tätbefolkat, med 192 invånare per kvadratkilometer. Närmaste större samhälle är San Juan del Río, 12,3 km nordost om Perales. I omgivningarna runt Perales växer huvudsakligen savannskog.